# Neuville-sur-Margival
Neuville-sur-Margival é uma comuna francesa na região administrativa de Altos da França, no departamento de Aisne. Estende-se por uma área de 3,65 km². Em 2010 a comuna tinha 116 habitantes (densidade: 31,8 hab./km²).